# Hamilton Wilkie Simpson
Hamilton Wilkie Simpson, britanski general, * 1895, † 1986.